# Genaker

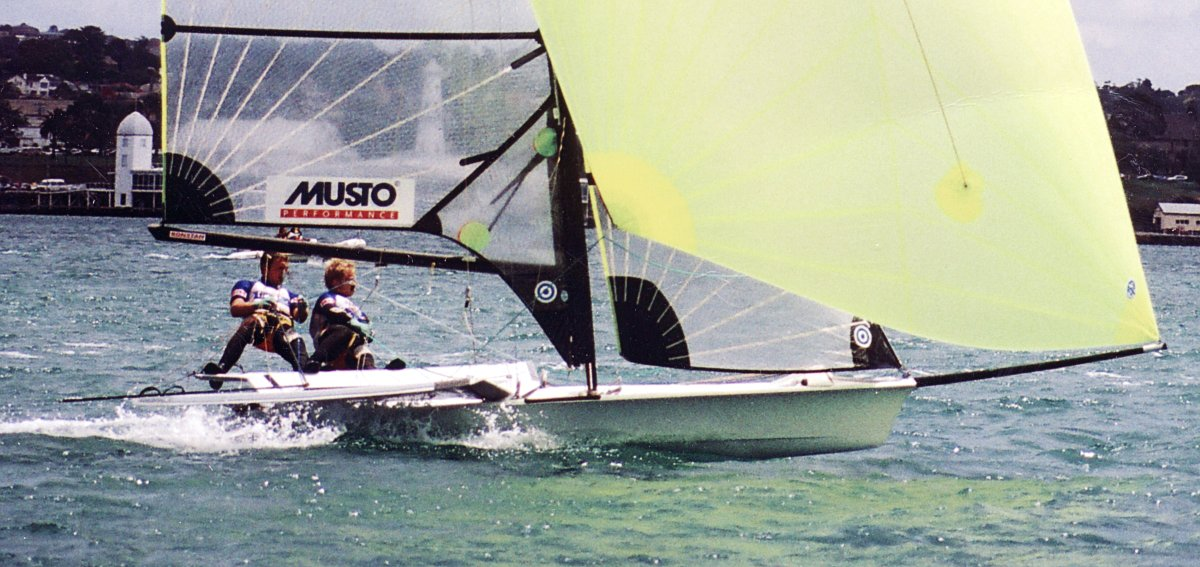
Genaker (kolor żółty) w jachcie typu 49er

Genaker – żagiel, jedna z asymetrycznych odmian spinakera.
Jego asymetryczność polega na tym, że w genakerze, podobnie jak w foku, wyróżnia się róg halsowy, szotowy i fałowy (brak jest, występującej w spinakerze, linii symetrii przechodzącej przez róg fałowy i połowę długości liku dolnego żagla). Na tym typie żagla pływa się tylko baksztagami. Na kursie fordewind genaker nie może pracować efektywnie, gdyż jest wtedy zasłaniany przez grot.
Genaker jest zwykle prostszy w obsłudze od spinakera, gdyż nie wymaga użycia spinakerbomu, a także trymowany jest przy użyciu tylko jednego pracującego szota, podobnie jak żagle przednie.
W większości wypadków, genaker jest stawiany z rogiem halsowym na wytyku, zwanym także genakerbomem.